# Плейнв'ю (Техас)
Плейнв'ю (англ. Plainview) — місто (англ. city) в США, в окрузі Гейл штату Техас. Населення — 20 187 осіб (2020).

## Географія
Плейнв'ю розташований за координатами 34°11′27″ пн. ш. 101°43′24″ зх. д. / 34.19083° пн. ш. 101.72333° зх. д. (34.190898, -101.723441). За даними Бюро перепису населення США в 2010 році місто мало площу 35,73 км², уся площа — суходіл.

## Демографія
Згідно з переписом 2010 року, у місті мешкали 22 194 особи в 7605 домогосподарствах у складі 5536 родин. Густота населення становила 621 особа/км². Було 8536 помешкань (239/км²). 
Расовий склад населення:
| - 68,5 % — білих - 5,2 % — чорних або афроамериканців - 1,1 % — корінних американців - 0,5 % — азіатів - 0,1 % — вихідців з тихоокеанських островів - 21,0 % — осіб інших рас |

До двох чи більше рас належало 3,7 %. Іспаномовні становили 59,6 % усіх жителів.
За віковим діапазоном населення розподілялося таким чином: 30,5 % — особи молодші 18 років, 57,1 % — особи у віці 18—64 років, 12,4 % — особи у віці 65 років та старші. Медіана віку мешканця становила 30,7 року. На 100 осіб жіночої статі у місті припадало 93,9 чоловіків; на 100 жінок у віці від 18 років та старших — 90,8 чоловіків також старших 18 років.
Середній дохід на одне домашнє господарство становив 50 668 доларів США (медіана — 43 424), а середній дохід на одну сім'ю — 56 768 доларів (медіана — 47 485). Медіана доходів становила 34 086 доларів для чоловіків та 31 452 долари для жінок. За межею бідності перебувало 25,2 % осіб, у тому числі 37,2 % дітей у віці до 18 років та 14,1 % осіб у віці 65 років та старших.
Цивільне працевлаштоване населення становило 9098 осіб. Основні галузі зайнятості: освіта, охорона здоров'я та соціальна допомога — 23,0 %, роздрібна торгівля — 14,9 %, виробництво — 10,6 %, мистецтво, розваги та відпочинок — 8,2 %.

## Відомі особистості
В поселенні народився:
- Венді Брюс (* 1973) — американська гімнастка, олімпійська медалістка.